# 齐默尔曼电报

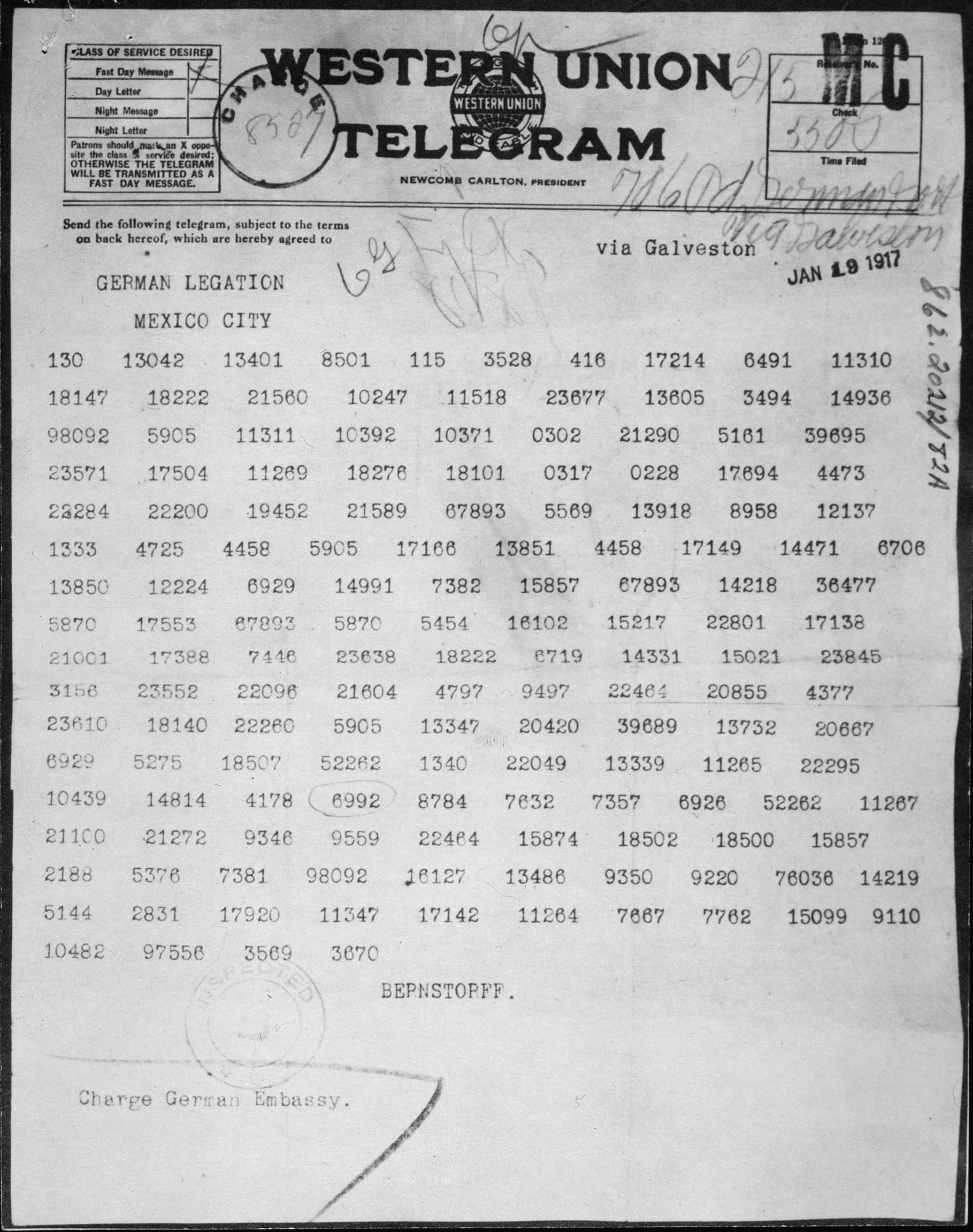
齐默尔曼电报正是以这样的形式从华盛顿哥伦比亚特区发出，寄给时任德国驻墨西哥大使大使海因里希·冯·埃卡特

齐默尔曼电报（德語：Zimmermann-Telegramm）是德国外交部于1917年1月17日发出的秘密外交通信，提议如果美国加入第一次世界大战并对德国宣战，德意志帝国将与墨西哥缔结军事同盟。德国承诺在其协助之下，墨西哥能够收复包括得克萨斯州、亚利桑那州和新墨西哥州等在内的历史上曾被割让给美国的领土。该电报最终被英国情报机关40号室截获并成功破译。
电报的内容被揭露后激怒了美国民众，尤其是在时任德国外交国务秘书阿图尔·齐默尔曼于1917年3月3日公开承认该电报的真实性之后。此事件促使美国公众支持美国加入第一次世界大战，最终导致美国于1917年4月向德国宣战。
该情报的破译被认为是英国在第一次世界大战期间最重大的情报胜利之一，也是信号情报首次影响国际局势的早期实例之一。破译工作的成功得益于尼德迈尔-亨蒂格探险队前往阿富汗酋长国任务的失败。该探险队成员威廉·瓦斯穆斯在探险失败之后撤退时遗弃了密码本，盟军随后将其回收，并允许英国破译齐默尔曼电报。

## 電報內容

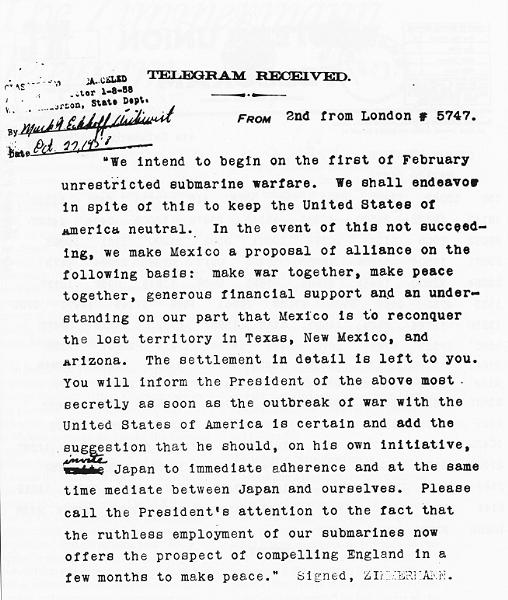
被破解並翻譯為英文的齐默尔曼电报。

### 德文原文
|  |  |  |

### 中文翻譯
|  | 我们计划于2月1日开始实施无限制潜艇战。与此同时，我们将竭力使美国保持中立。 如计划失败，我们建议在下列基础上同墨西哥结盟：协同作战；共同缔结和平。我们將會向贵国提供大量资金援助；墨西哥也會重新收復在新墨西哥州、得克薩斯州，和亞利桑那州失去的國土。建議書的細節將由你们草擬。 请务必于得知将会与美国开战时（把此计划）以最高机密告知贵国总统，并鼓勵他邀請日本立刻參與此計劃；同時为我們與日本的談判进行斡旋。 请转告贵总统，我們强大的潛水艇队的参与将可能逼使英國在幾個月内求和。 |

## 墨西哥的回應

地圖中深綠色部分是1917年時墨西哥的領土，淺綠色是齊默爾曼電報中提及事成後墨西哥將獲得領土，紅線以下灰色區域是美墨戰爭以前其他墨西哥曾擁有領土。

當時，墨西哥總統貝努斯蒂亞諾·卡蘭薩成立並委派軍事委員會去研究計劃的可行性。最後，墨國認為聯盟計劃不可行。因為：
- 墨西哥當時正陷入內戰當中，卡蘭薩的地位並不穩固（後來他也於1920年遭暗殺身亡）。如果挑起與美國的戰爭，後者可能會支持他的政敵。
- 試圖收復失去的國土一定會令墨國與軍事上更加強大的美國開戰。 即便墨軍完全統一並聽命於單一政府，也沒有任何一個情境下能成功入侵並打贏對美戰爭。
- 無論德國是否真的會有那麼慷慨，它的財政支持仍然將會几乎一文不值，因為墨國沒有可能使用那些財政支持去獲取武器和其它軍事裝備。美國拥有全美洲唯一具有規模的武器製造商，而且英國皇家海軍長期控制跨大西洋航線，令德國無從提供些足供墨國收復失土的武器和軍事設備。
- 即使墨國成功收復失地，容納或安撫當地的英語人口將會是一個嚴苛且困難的考驗。

卡蘭薩正式在4月14日回絕齊默爾曼電報內的提案。美國當時已因得知電報內容而向德國宣戰。

### 引用
1. ↑  Andrew, Christopher. . Harper Collins. 1996: 42. ISBN 0-00-638071-9.
2. ↑  . BBC News. 2017-01-17  [2025-06-06] （英国英语）.
3. ↑  . BBC History Magazine. 2017-01-17  [2017-01-17] –History Extra.
4. ↑  Hughes, Thomas L., , German Studies Review (German Studies Association), October 2002, 25 (3): 455–456, ISSN 0149-7952, JSTOR 1432596, doi:10.2307/1432596

#### 書籍
- Beesly, Patrick (1982). Room 40: British Naval Intelligence, 1914—1918, New York: Harcourt, Brace, Jovanovich. ISBN 0-15-178634-8
- Bernstorff, Count Johann Heinrich (1920). My Three Years in America, New York: Scribner’s. pp. 310–311.
- Friedman, William F., and Mendelsohn, Charles J. [1938] (1994). The Zimmermann Telegram of January 16, 1917 and its Cryptographic Background, Laguna Hills, CA: Aegean Park Press.
- Hopkirk, Peter (1994). On Secret Service East of Constantinople, 牛津大學出版社. ISBN 0-19-280230-5
- Pommerin, Reiner (1996). "Reichstagsrede Zimmermanns (Auszug), 30. März 1917", in: Quellen zu den deutsch-amerikanischen Beziehungen, Darmstadt: Wissenschaftliche Buchgesellschaft. Vol. 1, pp. 213–216.
- Singh, Simon The Zimmermann Telegram
- Tuchman, Barbara W. (1958). The Zimmermann Telegram, Ballantine Books. ISBN 0-345-32425-0
- West, Nigel (1986). The SIGINT Secrets, William Morrow & Co/Quill. ISBN 0-688-09515-1
- London Daily Telegraph, 17 October 2005. Telegraph.co.uk ound （页面存档备份，存于）, "Telegram that brought US into Great War is Found". Article by Ben Fenton.
- Massie, Robert K. (2004). Castles of Steel, Vantage Books, London, 2007. ISBN 978-0-099-52378-9

## 延伸閱讀
- Dugdale, Blanche (1937). Arthur James Balfour, New York: Putnam’s. Vol. II, pp. 127–9.
- Hendrick, Burton J. [1925] (July 2003). The Life and Letters of Walter H. Page, Kessinger Publishing. ISBN 0-7661-7106-X
- Kahn, David [1967] (1996). The Codebreakers, New York: Macmillan.
- Katz, Friedrich (1981). The Secret War in Mexico, 芝加哥大學出版社. ISBN 0-226-42589-4
- Link, Arthur S. (1965) Wilson, Vol. 5, Princeton, NJ: 普林斯頓大學出版社. Pages 433-5.
- Winkler, Jonathan Reed (2008) "Nexus:  Strategic Communications and American Security in World War I," Cambridge, MA: 哈佛大學出版社. ISBN 978-0674028395

## 外部連結
- Failed Diplomacy: the Zimmermann Telegram （页面存档备份，存于）
- The life and death of Charles Jastrow Mendelsohn and the breaking of the code.
- Our Documents - Zimmermann Telegram (1917) （页面存档备份，存于）
- GermanNavalWarfare.info Archive.today的存檔，存档日期2012-12-18, Some Original Documents from the British Admiralty, Room 40, regarding the Zimmermann-/Mexico Telegram: Photocopies from the The National Archives, Kew, Richmond, UK.